# Pseudoplumaria marocana
Pseudoplumaria marocana är en nässeldjursart som först beskrevs av Chantal Billard 1930.  Pseudoplumaria marocana ingår i släktet Pseudoplumaria och familjen Plumulariidae. Inga underarter finns listade i Catalogue of Life.